# 隆热沃
隆热沃（法語：Longèves，法語發音：[lɔ̃ʒɛv]）是法国卢瓦尔河地区大区旺代省的一个市镇，属于丰特奈勒孔特区。

## 地理
隆热沃（46°28'49"N, 0°51'16"W）面积11.72 平方千米，位于法国卢瓦尔河地区大区旺代省，该省份为法国西部沿海省份，北起大西洋卢瓦尔省和曼恩-卢瓦尔省，西临大西洋，南至滨海夏朗德省，东部及东南部与德塞夫勒省接壤。
与隆热沃接壤的市镇（或旧市镇、城区）包括：丰特奈勒孔特、珀托斯、皮索特、塞里涅、旺代河畔欧谢。

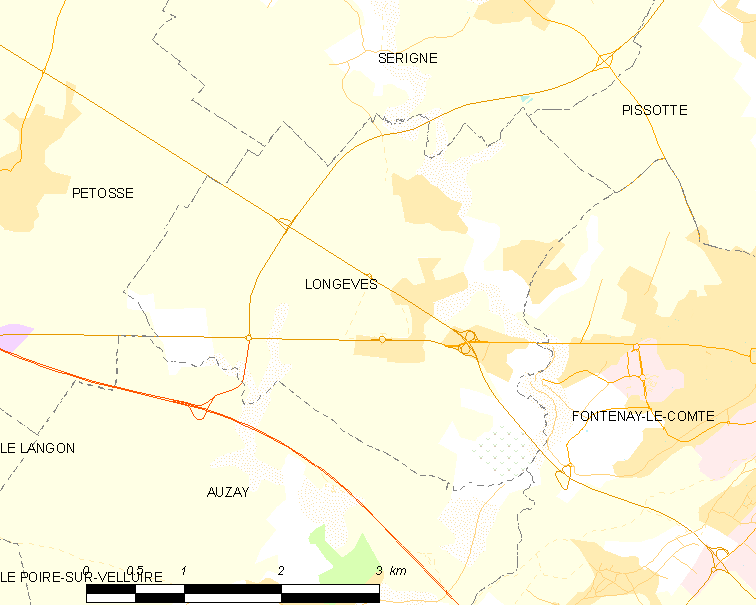
隆热沃的OSM定位图

隆热沃的时区为UTC+01:00、UTC+02:00（夏令时）。

## 行政
隆热沃的邮政编码为85200，INSEE市镇编码为85126。

## 政治
隆热沃所属的省级选区为丰特奈勒孔特县。

## 人口

1962-2008年间隆热沃人口变化图示

隆热沃于2022年1月1日时的人口数量为1360人。